# 3 000 mètres par équipes aux Jeux olympiques de 1920
Pour un article plus général, voir Athlétisme aux Jeux olympiques de 1920.
Navigation
Stockholm 1912 Paris 1924
L'épreuve du 3 000 mètres par équipes aux Jeux olympiques de 1920 se déroule les 21 et 22 août 1920 au Stade olympique d'Anvers, en Belgique. Elle est remportée par les États-Unis.

## Résultats

### Demi-finales
Les deux demi-finales ont lieu le 21 août 1920.
Demi-finale 1
Résultats par équipes :
| Place | Team            | Scores | Scores | Scores | Scores | Qual. |
| Place | Team            | 1      | 2      | 3      | Total  | Qual. |
| ----- | --------------- | ------ | ------ | ------ | ------ | ----- |
| 1     | Grande-Bretagne | 2      | 4      | 5      | 11     | Q     |
| 2     | Suède           | 1      | 3      | 8      | 12     | Q     |
| 3     | Italie          | 6      | 9      | 10     | 25     | Q     |
| 4     | Belgique        | 7      | 11     | 12     | 30     |       |

Résultats individuels :
| Place | Athlete                          | Score |
| ----- | -------------------------------- | ----- |
| 1     | Sven Lundgren (SWE)              | 1     |
| 2     | Duncan McPhee (GBR)              | 2     |
| 3     | John Zander (SWE)                | 3     |
| 4     | Charles Blewitt (GBR)            | 4     |
| 5     | William Seagrove (GBR)           | 5     |
| 6     | Ernesto Ambrosini (ITA)          | 6     |
| 7     | Julien Van Campenhout (en) (BEL) | 7     |
| 8     | Eric Backman (SWE)               | 8     |
| 9     | Augusto Maccario (en) (ITA)      | 9     |
| 10    | Carlo Speroni (ITA)              | 10    |
| 11    | Edvin Wide (SWE)                 | —     |
| 12    | Percy Hodge (GBR)                | —     |
| 13    | James Hatton (en) (GBR)          | —     |
| 14    | Claude Otterbeen (en) (BEL)      | 11    |
| 15    | Carlo Martinenghi (en) (ITA)     | —     |
| 16    | Lucien Bangels (en) (BEL)        | 12    |
| 17    | Josef Holsner (SWE)              | —     |
| 18    | François Vyncke (en) (BEL)       | —     |
| 19    | Pierre Trullemans (en) (BEL)     | —     |
| 20    | Henri Smets (en) (BEL)           | —     |

Demi-finale 2
Résultats par équipes :
| Place | Team       | Scores | Scores | Scores | Scores | Qual. |
| Place | Team       | 1      | 2      | 3      | Total  | Qual. |
| ----- | ---------- | ------ | ------ | ------ | ------ | ----- |
| 1     | France     | 1      | 2      | 4      | 7      | Q     |
| 2     | États-Unis | 3      | 5      | 6      | 14     | Q     |

Résultats individuels :
| Place | Athlete                | Score |
| ----- | ---------------------- | ----- |
| 1     | Edmond Brossard (FRA)  | 1     |
| 2     | Armand Burtin (FRA)    | 2     |
| 3     | Horace Brown (USA)     | 3     |
| 4     | Gaston Heuet (FRA)     | 4     |
| 5     | Mike Devaney (USA)     | 5     |
| 6     | Ivan Dresser (USA)     | 6     |
| 7     | Lawrence Shields (USA) | —     |
| 8     | Arlie Schardt (USA)    | —     |
| 9     | Lucien Duquesne (FRA)  | —     |
| 10    | René Vignaud (FRA)     | —     |

### Finale
La finale a lieu le 22 août 1920.
Résultats par équipes :
| Place | Team            | Scores | Scores | Scores | Scores |
| Place | Team            | 1      | 2      | 3      | Total  |
| ----- | --------------- | ------ | ------ | ------ | ------ |
| 1     | États-Unis      | 1      | 3      | 6      | 10     |
| 2     | Grande-Bretagne | 5      | 7      | 8      | 20     |
| 3     | Suède           | 2      | 10     | 12     | 24     |
| 4     | France          | 4      | 11     | 15     | 30     |
| 5     | Italie          | 9      | 13     | 14     | 36     |

Résultats individuels :
| Place | Athlete                      | Score |
| ----- | ---------------------------- | ----- |
| 1     | Horace Brown (USA)           | 1     |
| 2     | Eric Backman (SWE)           | 2     |
| 3     | Arlie Schardt (USA)          | 3     |
| 4     | Armand Burtin (FRA)          | 4     |
| 5     | Charles Blewitt (GBR)        | 5     |
| 6     | Ivan Dresser (USA)           | 6     |
| 7     | Albert Hill (GBR)            | 7     |
| 8     | Lawrence Shields (USA)       | —     |
| 9     | William Seagrove (GBR)       | 8     |
| 10    | James Hatton (en) (GBR)      | —     |
| 11    | Ernesto Ambrosini (ITA)      | 9     |
| 12    | Mike Devaney (USA)           | —     |
| 13    | Sven Lundgren (SWE)          | 10    |
| 14    | Gaston Heuet (FRA)           | 11    |
| 15    | Edvin Wide (SWE)             | 12    |
| 16    | Augusto Maccario (en) (ITA)  | 13    |
| 17    | Carlo Speroni (ITA)          | 14    |
| 18    | Edmond Brossard (FRA)        | 15    |
| 19    | Carlo Martinenghi (en) (ITA) | —     |
| 20    | Josef Holsner (SWE)          | —     |
| 21    | Lucien Duquesne (FRA)        | —     |
| —     | Duncan McPhee (GBR)          | DNF   |
| —     | René Vignaud (FRA)           | DNF   |